# Suave es la noche (álbum)
Suave es la noche es el primer álbum en directo de la banda española Los Suaves. Se grabó durante tres conciertos que dieron entre Barcelona y Madrid. Este disco se graba aprovechando el gran momento de la banda en aquel momento, y aunque el sonido no es el mejor, se compensa con la energía del grupo junto con un público entregado desde el primer momento.

## Temas
1. Esta vida me va a matar - 4:06
2. Viene el tren - 1:56
3. Mártires del Rock and Roll - 4:32
4. Dolores se llamaba Lola - 4:30
5. Llegaste hasta mí - 4:05
6. No puedo dejar el Rock - 5:32
7. Río y no sé por qué - 5:04
8. Siempre igual - 6:05
9. Camino de una dirección - 6:01
10. Ese día piensa en mí - 4:47
11. Cuando la música termina - 4:53
12. Una ciudad llamada Perdición - 7:30
13. Solo pienso en dormir - 3:40
14. Maldita sea mi suerte - 3:54
15. Chaquetas de cuero - 2:32
16. Johnny B. Goode - 3:23
17. Frankenstein (Todos somos el monstruo) - 4:10
18. Peligrosa María - 6:11